# Antoinette Nana Djimou
Ida Antoinette Nana Djimou (ur. 2 sierpnia 1985 w Duali w Kamerunie) – francuska lekkoatletka, wieloboistka. Do 1 września 2003 reprezentowała Kamerun.

## Osiągnięcia
- 4. miejsce podczas Mistrzostw Świata Juniorów (siedmiobój, Grosseto 2004)
- brąz Halowych Mistrzostw Europy (pięciobój, Turyn 2009)
- 5. miejsce podczas halowych mistrzostw świata (pięciobój, Doha 2010)
- złoto halowych mistrzostw Europy w pięcioboju (Paryż 2011)
- złoto mistrzostw Europy w siedmioboju (Helsinki 2012)
- 5. miejsce igrzysk olimpijskich (Londyn 2012)
- złoto halowych mistrzostw Europy w pięcioboju (Göteborg 2013)
- 8. miejsce na mistrzostwach świata (Moskwa 2013)
- złoto mistrzostw Europy w siedmioboju (Zurych 2014)
- 5. miejsce w pięcioboju podczas halowych mistrzostw Europy (Praga 2015)
- srebrny medal mistrzostw Europy (Amsterdam 2016)
- 11. miejsce podczas igrzysk olimpijskich (Rio de Janeiro 2016)
- 16. miejsce na mistrzostwach świata (Londyn 2017)
- 12. miejsce podczas halowych mistrzostw świata (Birmingham 2018)

## Rekordy życiowe
- Siedmiobój lekkoatletyczny – 6576 pkt. (2012)
- Pięciobój lekkoatletyczny (hala) – 4723 pkt. (2011)
- Bieg na 100 metrów przez płotki – 12,96 (2012)
- Rzut oszczepem – 57,27 (2012)

W 2003 ustanowiła (nieaktualne już) rekordy Kamerunu w siedmioboju (5360) oraz pięcioboju (3952). Jest aktualną rekordzistką Kamerunu w skoku wzwyż w hali (1,69 w 2002).